# Daria D'Antonio
Daria D’Antonio, née à Naples est une directrice de la photographie italienne.

## Biographie
Née et élevée à Naples, elle a commencé très jeune à travailler sur des plateaux, faisant ses débuts comme cadreuse pour le directeur de la photographie Luca Bigazzi, grâce à qui elle a collaboré avec des réalisateurs tels que Ilvio Soldini, Carlo Mazzacurati, Gianni Amelio et Francesca Comencini. En 1999, elle est opératrice sur le film Prima del tramonto (it) de Stefano Incerti.
Elle a fait ses débuts en tant que directrice de la photographie dans le documentaire en 2007 Il passaggio della linea, réalisé par Pietro Marcello.
Elle a obtenu sa première nomination pour le David di Donatello du meilleur directeur de la photographie pour le film Ricordi?, de Valerio Mieli, et est la première femme à remporter le David de la meilleure photographie en 2021 pour La Main de Dieu, de Paolo Sorrentino. En 2024, elle est de nouveau chef opératrice pour le film Parthenope, de Paolo Sorrentino,,,, film pour lequel elle remporte le prix CST de l'artiste-technicien au Festival de Cannes 2024.

## Filmographie

### Directrice de la photographie

#### Cinéma
- 2010 : Hai paura del buio, réalisé par Massimo Coppola
- 2012 : Patroni di casa, réalisé par Edoardo Gabbriellini
- 2014 : N-Capace, réalisé par Eleonora Danco – documentaire
- 2016 : La pelle dell'orso, réalisé par Marco Segato
- 2016 : Slam - Tutto per una ragazza, réalisé par Andrea Molaioli
- 2017 : Le Père d'Italia, réalisé par Fabio Mollo
- 2019 : Ricordi? , réalisé par Valerio Mieli
- 2019 : Il corpo della sposa, réalisé par Michela Occhipinti
- 2019 : Tornare, réalisé par Cristina Comencini
- 2021 : La main de Dieu, réalisé par Paolo Sorrentino
- 2022 : Marcel ! , réalisé par Jasmine Trinca
- 2024 : Parthenope, réalisé par Paolo Sorrentino
- 2024 : Allégorie citadine, réalisé par Alice Rohrwacher et JR[9]

### Réalisatrice
- 2012 : Napoli 24 – documentaire (épisode Poggioreale)

## Distinctions
- David de Donatello
  - 2020 – Nomination pour le David di Donatello du meilleur directeur de la photographie pour Ricordi?
  - 2022 – Meilleur directeur de la photographie pour È stato la mano di Dio (ex aequo avec Michele D'Attanasio pour Freaks Out )

- Ruban d'argent
  - 2019 – Nomination pour la meilleure photographie pour Ricordi ?
  - 2020 – Nomination pour la meilleure photographie pour Tornare et Il ladro di giorno
  - 2022 – Meilleure photographie pour È stato la mano di Dio (ex aequo avec Luca Bigazzi pour Ariaferma )

- Globes d'or
  - 2013 – Nomination pour la meilleure photographie pour Padroni di casa
  - 2017 – Meilleure photographie pour La pelle dell'orso
  - 2019 – Meilleure photographie pour Ricordi?
- Prix CST de l'artiste technicien
  - 2024 – Pour Parthenope de Paolo Sorrentino